# ایوان کروژلیاک

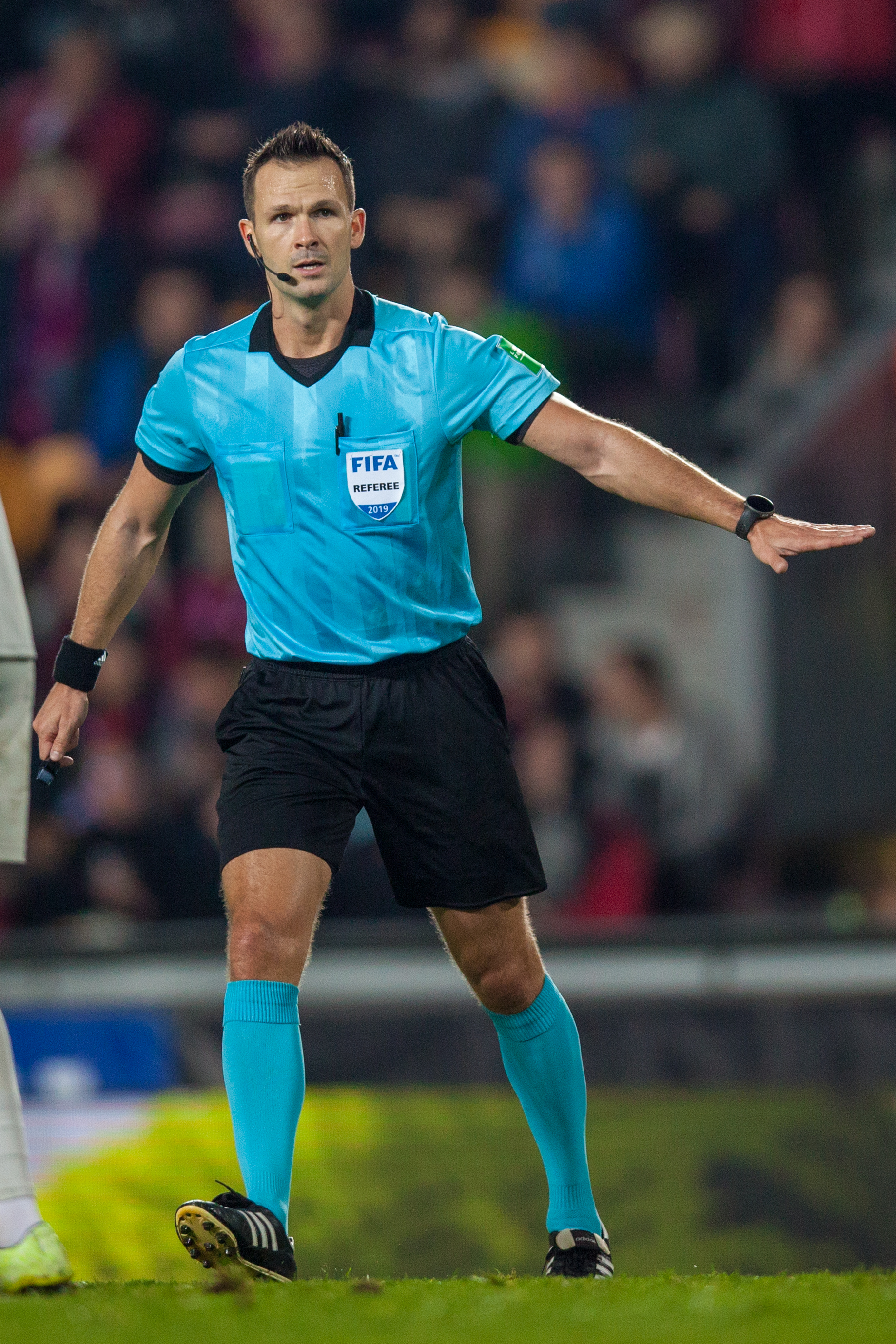
کروژلیاک در سال ۲۰۱۹

ایوان کروژلیاک (متولد ۲۴ مارس ۱۹۸۴ در براتیسلاوا  ) یک داور فوتبال اهل اسلواکی است. او عمدتاً در لیگ اسلواکی و مسابقات یوفا - لیگ قهرمانان ، لیگ اروپا و لیگ کنفرانس و همچنین مسابقات مقدماتی جام جهانی در اروپا داوری می کند.
در مه ۲۰۲۴، او از سوی یوفا به عنوان داور چهارم فینال لیگ اروپا بین آتالانتا و بایر لورکوزن انتخاب شد.